# Dariel Álvarez
Dariel Álvarez Camejo (né le 7 novembre 1988 à Camagüey, Cuba) est un joueur de champ extérieur des Orioles de Baltimore de la Ligue majeure de baseball.

## Carrière
En Serie Nacional de Béisbol, à Cuba, Dariel Álvarez est joueur de premier but pour Camagüey de 2006 à 2011. En 6 saisons, il frappe pour ,292 de moyenne au bâton en 434 matchs, avec 418 coups sûrs, 45 circuits et un pourcentage de présence sur les buts de ,345. En 2011, il fait défection de Cuba et trouve refuge au Mexique.
Après avoir obtenu la permission du gouvernement américain d'offrir ses services aux clubs de la Ligue majeure de baseball, Álvarez signe le 24 juillet 2013 un contrat des ligues mineures avec les Orioles de Baltimore. L'entente est d'une valeur de 800 000 dollars US. 
Il commence à jouer dès 2013 avec l'un des clubs affiliés aux Orioles. Dès le début de sa carrière aux États-Unis, l'ancien joueur de premier but est aligné comme voltigeur de centre et de droite. En 2014, il gradue dans le Triple-A, échelon le plus élevé des ligues mineures, pour ensuite débuter 2015 au même niveau avec les Tides de Norfolk.
Dariel Álvarez fait ses débuts dans le baseball majeur avec Baltimore le 28 août 2015 face aux Rangers du Texas.